# Shenmue City
Shenmue City — спин-офф серии Shenmue, выпущенный в 2010 году только в Японии для мобильных сервисов Yahoo! Mobage Service. Руководитель и продюсер игры — Ю Судзуки. По его словам, игра также выйдет за пределами Японии на iPhone и для социальной сети Facebook, также планируется создание порта для iOS и Android.
Shenmue City — первая игра, разработанная компанией Ys Net после её основания в 2008 году. Sega, которая владеет всеми правами на серию, выступает в качестве наблюдателя.
Действие игры будет происходить в городе Йокосука, где происходили действия игры Shenmue, но сюжет не продолжает историю игры. Игра имеет социальный элемент, хотя Sunsoft старается не раскрывать, как этот аспект влияет на игру.
Однако стало известно, что игра имеет 3 режима: поиск, собирание и схватка.
С 5 января 2012 года игра стала недоступной из-за закрытия проекта.